# Jhojan Julio
Jhojan Esmaides Julio Palacios, noto semplicemente come Jhojan Julio (Quito, 11 febbraio 1998), è un calciatore ecuadoriano, centrocampista del Club Tijuana.

## Statistiche

### Cronologia presenze e reti in nazionale
| Cronologia completa delle presenze e delle reti in nazionale ― Ecuador | Cronologia completa delle presenze e delle reti in nazionale ― Ecuador | Cronologia completa delle presenze e delle reti in nazionale ― Ecuador | Cronologia completa delle presenze e delle reti in nazionale ― Ecuador | Cronologia completa delle presenze e delle reti in nazionale ― Ecuador | Cronologia completa delle presenze e delle reti in nazionale ― Ecuador | Cronologia completa delle presenze e delle reti in nazionale ― Ecuador | Cronologia completa delle presenze e delle reti in nazionale ― Ecuador |
| Data                                                                   | Città                                                                  | In casa                                                                | Risultato                                                              | Ospiti                                                                 | Competizione                                                           | Reti                                                                   | Note                                                                   |
| ---------------------------------------------------------------------- | ---------------------------------------------------------------------- | ---------------------------------------------------------------------- | ---------------------------------------------------------------------- | ---------------------------------------------------------------------- | ---------------------------------------------------------------------- | ---------------------------------------------------------------------- | ---------------------------------------------------------------------- |
| 21-3-2019                                                              | Orlando                                                                | Stati Uniti                                                            | 1 – 0                                                                  | Ecuador                                                                | Amichevole                                                             | -                                                                      | 71’ 93’                                                                |
| 26-3-2019                                                              | Harrison                                                               | Honduras                                                               | 0 – 0                                                                  | Ecuador                                                                | Amichevole                                                             | -                                                                      | 80’                                                                    |
| 10-9-2019                                                              | Cuenca                                                                 | Ecuador                                                                | 3 – 0                                                                  | Bolivia                                                                | Amichevole                                                             | -                                                                      | 79’                                                                    |
| 12-11-2020                                                             | La Paz                                                                 | Bolivia                                                                | 2 – 3                                                                  | Ecuador                                                                | Qual. Mondiali 2022                                                    | -                                                                      | 83’                                                                    |
| 4-12-2021                                                              | Houston                                                                | El Salvador                                                            | 1 – 1                                                                  | Ecuador                                                                | Amichevole                                                             | -                                                                      | 46’                                                                    |
| 12-9-2023                                                              | Quito                                                                  | Ecuador                                                                | 2 – 1                                                                  | Uruguay                                                                | Qual. Mondiali 2026                                                    | -                                                                      | 70’                                                                    |
| 17-10-2023                                                             | Quito                                                                  | Ecuador                                                                | 0 – 0                                                                  | Colombia                                                               | Qual. Mondiali 2026                                                    | -                                                                      | 74’                                                                    |
| 16-11-2023                                                             | Maturín                                                                | Venezuela                                                              | 0 – 0                                                                  | Ecuador                                                                | Qual. Mondiali 2026                                                    | -                                                                      | 86’                                                                    |
| 21-11-2023                                                             | Quito                                                                  | Ecuador                                                                | 1 – 0                                                                  | Cile                                                                   | Qual. Mondiali 2026                                                    | -                                                                      | 57’                                                                    |
| Totale                                                                 |                                                                        | Presenze                                                               | 9                                                                      |                                                                        | Reti                                                                   | 0                                                                      |                                                                        |

## Palmarès

### Club

#### Competizioni nazionali
- Campionato ecuadoriano: 3

LDU Quito: 2018, 2023, 2024
- Copa Ecuador: 1

LDU Quito: 2019
- Supercoppa ecuadoriana: 2

LDU Quito: 2020, 2021

#### Competizioni internazionali
- Coppa Sudamericana: 1

LDU Quito: 2023